# Pheles rufotincta
Pheles rufotincta är en fjärilsart som beskrevs av Bates 1868. Pheles rufotincta ingår i släktet Pheles och familjen Riodinidae. Inga underarter finns listade i Catalogue of Life.